# Anjelina Belakovskaia
Anjelina Belakovskaïa (en russe : Анжелина Белаковская, en anglais Anjelina Belakovskaia) est une joueuse d'échecs soviétique puis américaine née le 17 mai 1969 à Odessa en URSS. Grand maître international féminin depuis 1993, elle a remporté le championnat États-Unis à trois reprises.

## Biographie et carrière
Belakovskaïa  s'installa aux États-Unis en 1991 pour disputer le World Open (échecs) de Philadelphie. Elle obtint le titre de grand maître international féminin en 1993. En 1995, 1996 et 1999, elle remporta fois le  championnat des États-Unis d'échecs. Dans les années 1990, elle représenta les États-Unis lors de trois olympiades :  lors de l'Olympiade d'échecs de 1994, elle jouait au deuxième échiquier ; puis elle joua au premier échiquier en 1996 et 1998, marquant à chaque fois plus de la moitié des points. Elle mit fin à sa carrière de joueuse professionnelle en 1999 pour suivre une formation en mathématiques financières et commencer une carrière d'agent dans l'immobilier.